# Doing Family
Doing Family ist einem sozialkonstruktivistischen Ansatz zufolge ein Konzept, das die Herstellung von Familie als zusammengehörige Gruppe, ihre Selbstdefinition und Inszenierung als Gruppe umfasst.
Das Konzept des Doing Family wird dabei als eine Dimension der familialen Lebensführung betrachtet. „Erst das immer wieder zu vollziehende „doing family“ in den Mikroprozessen familialer Lebensführung konstituiert Familie als Lebensform.“ Doing Family wird „von praktischen und symbolischen Verschränkungsleistungen individueller Lebensführungen im Kontext von Familie getragen“. In den Vordergrund treten dabei das Alltagshandeln von Familien sowie die Aushandlungsprozesse, die innerhalb von Familien stattfinden.
Doing Family steht in Analogie zum Konzept des Doing Gender. Politisch werden Auswirkungen von Politik auf Familien im Ansatz des Family Mainstreaming zum Maßstab öffentlichen Handelns erhoben, analog dazu, wie dies bei Gender Mainstreaming bezüglich der Auswirkungen auf die Geschlechter (Gender) gegeben ist.